# 申田
申田（1553年9月14日—17世紀），字種德，號尚心，北直隸真定府長壽縣人，明朝政治人物。

## 生平
申田是萬曆十三年（1585年）舉人，十七年（1589年）成三甲二百七十七名進士，在工部觀政，十八年（1590年）獲授聞喜知縣，為人清廉節儉、布衣蔬食，部下進獻財物，他卻正色勸戒，人民有「匹馬清風」的歌謠稱頌他；二十三年（1595年）降調滁州學正，因父母去世回鄉，二十六年（1598年）補任通州學正，以名節振奮諸生，暗中培植他們，次年（1599年）陞應天府通判，三十一年（1603年）官至南京戶部主事，死後入祀聞喜名宦祠。

## 家族
曾祖父申敬宗，祖父申儒，父親監生申時化。

## 引用
1. 1 2 3  《萬曆十七年己丑科進士履歷便覽》：申田，尚心。《詩》五房。癸丑八月初八日生。靈壽縣人。曾祖敬宗。祖儒。父時化，監生。乙酉鄉試，三甲二百名。工部政。十一月，養病。庚寅八月，授山西聞喜知縣。乙未，降滁州學正，丁憂。戊戌，補南通州學正。己亥，升應天府通判。癸卯，升南戶部主事。
2. ↑  《太學進士題名碑錄》：萬曆十七年進士題名碑錄 己丑科……賜同進士出身第三甲二百七十七名……申田 直隸真定府長壽縣民籍
3. ↑  雍正《山西通志·卷一百·名宦十八》：申田，靈壽人，萬曆初以進士知聞喜縣，布衣蔬食，儉約自甘，胥吏有進羨餘者，指戒石語以矢之，民有「匹馬清風」之謠。
4. ↑  民國《聞喜縣志·卷十五·名宦》：申田，靈壽進士，萬曆十八年任邑令，人品端潔、心事光明，布衣蔬食、儉約自甘，胥吏有進羨餘者，指戒石語以矢之，民有「匹馬清風」之謠，祀畏壘祠，今祀名宦。
5. ↑  光緒《通州直隸州志·卷九·秩官志下》：申田，字種德，靈壽人，進士，知聞喜縣，左遷通州學正，以名節振刷諸生，生有故陰培植之勿令知，譚藝可移晷不倦，不可干以私。